# Сосновское городское поселение
Сосновское городское поселе́ние  — городское поселение в Вятскополянском районе Кировской области России. 
Административный центр — город Сосновка.

## Население
| 2009    | 2010    | 2011    | 2012    | 2013    | 2014    | 2015    |
| ------- | ------- | ------- | ------- | ------- | ------- | ------- |
| 12 168  | ↘11 960 | ↘11 936 | ↘11 856 | ↘11 845 | ↘11 821 | ↘11 628 |
| 2016    | 2017    | 2018    | 2019    | 2020    | 2021    |         |
| ↘11 420 | ↘11 254 | ↘11 027 | ↘10 823 | ↘10 743 | ↘8428   |         |

## Состав городского поселения
| № | Населённый пункт | Тип населённого пункта        | Население |
| - | ---------------- | ----------------------------- | --------- |
| 1 | Сосновка         | город, административный центр | ↘8428     |